# Clinton, Mississippi
Clinton là một thành phố thuộc quận Hinds, tiểu bang Mississippi, Hoa Kỳ. Năm 2010, dân số của thành phố này là 25 216 người.

## Dân số
- Dân số năm 2000: 25 030 người.
- Dân số năm 2010: 25 216 người.